# باميلا ستافورد
باميلا ستافورد (بالإنجليزية: Pamela Stafford)‏ هي رسامة أمريكية، ولدت في 1946 في رورال ريتريات في الولايات المتحدة.